# Jan Václav z Gallasu
Jan Václav hrabě z Gallasu, vévoda z Lucery (německy Johann Wenzel Graf von Gallas, Herzog zu Lucera; 20. března 1671 Hořiněves – 25. července 1719 Neapol) byl český šlechtic z rodu Gallasů, diplomat, místodržící a neapolský místokrál. Byl majitelem severočeských panství Frýdlant a Liberec etc.

## Život

### Otázka data narození
Jan Václav Gallas byl třetím ze čtyř synů Františka Ferdinanda Gallase (1635–1697) a jeho druhé ženy, Johanny Emerenciány, rozené hraběnky Gašínové z Rosenbergu (23. ledna 1643 – 16. října 1735 Praha). Ačkoli se všichni tři jeho bratři dožili prahu dospělosti, žádný z nich nežil o mnoho déle a dědicem se tedy stal právě Jan Václav. V datech narození bratrů se dlouho objevovaly nejasnosti a záměny a dosud bývá nesprávně uváděno, že se Jan Václav narodil roku 1669. To bylo způsobeno podobností jmen a krátkého rozestupu v jejich příchodu na svět. Většina biografií proto donedávna uváděla, že se Jan Václav narodil 23. května 1669, což bylo ve skutečnosti datum narození jeho nejstaršího bratra, Františka Matyáše. Teprve v roce 2007 historik Martin Krummholz bezpečně prokázal, že pravým datem narození Jana Václava je 20. březen 1671.

### Kariéra
Působil ve službách císařů Josefa I. a Karla VI. především jako diplomat. Nejprve, ještě za vlády Leopolda I. byl jmenován roku 1699 císařským komořím a roku 1703 skutečným tajným radou. Od roku 1704, kdy byl jmenován velvyslancem v Anglii, se pak datuje jeho diplomatická kariéra. Stal se postupně císařským velvyslancem v Londýně (1705–1711), Haagu (1711–1713) a v Římě (1713–1718). Svou diplomatickou činnost vykonával v ožehavé době války o dědictví španělské. Jako finanční kompenzaci za neproplacenou velvyslaneckou gáži získal roku 1709 titul a úřad místodržícího v habsburském Vévodství Limburk na dnešním německo-belgickém pomezí. Kromě toho byl císařským skutečným tajným radou, přísedícím českého zemského soudu a především od roku 1708 nejvyšším českým zemským maršálkem. Císař Karel VI., který byl v té době jako Jeho katolické Veličenstvo, Karel III., titulárním španělským králem, udělil roku 1712 Gallasovi za jeho služby také hodnost španělského granda. V závěru kariéry byl Gallas roku 1719 jmenován neapolským místokrálem, titulu si však neužil, neboť 21 dnů po svém příjezdu do Neapole zemřel. Přesto mu tam byl vypraven pohřeb s veškerou pompou zesnulého místokrále. V Neapoli, v karmelitánském klášterním kostele Panny Marie, bylo pohřbeno jeho tělo, viscerální nádoba s jeho srdcem však putovala do rodové hrobky v Hejnicích.

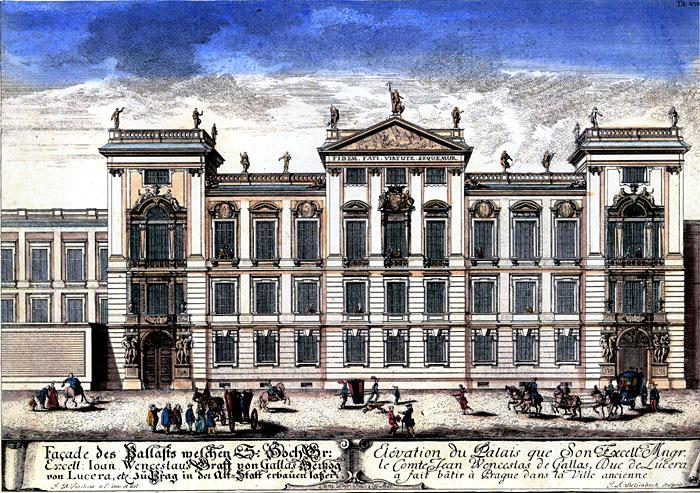
Gallasův palác v Praze

Roku 1713 si nechal na Starém Městě v Praze vybudovat rozlehlý palác (Clam-Gallasův palác) za účasti nejvýznamnějších umělců své doby (architekt Johann Bernhard Fischer z Erlachu, sochař Matyáš Bernard Braun).

## Gallasova anglická diplomatická mise
Gallas působil v Londýně v ožehavé době války o španělské dědictví. Vystřídal tam jiného českého šlechtice, Jana Václava hraběte Vratislava z Mitrovic. Na podzim 1705 si pronajal později proslulý londýnský Leicester House jako nové sídlo císařské ambasády. Zastupoval tam jak římského císaře, tak španělského krále, přičemž od roku 1700 byly oba tyto tituly, alespoň z pohledu Habsburků, v držení rodové větve rakouských Habsburků, od roku 1711 pak přímo spojeny v osobě Karla VI. Gallasovým úkolem bylo udržovat britskou zahraniční politiku ve válečném nadšení a tímto způsobem ovlivňovat jak významné politiky, tak veřejné mínění, důležité v podmínkách anglického parlamentarismu. Podporoval proto vazby královny Anny na proválečnou stranu Whigů reprezentovanou mj. i Johnem Churchillem z Marlborough. Jak bylo obvyklé, užíval Gallas k těmto účelům hojně také úplatků, vyplácených ze skromného rozpočtu rakouského vyslanectví i z jeho vlastních a v neposlední řadě též špionáže. V roce 1709 se Gallas účastnil neúspěšné mírové konference v Haagu a v roce 1710 opět neúspěšné mírové konference v Gertruidenbergu u Dordrechtu. Pád strany Whigů v parlamentních volbách roku 1709 však znamenal nástup k míru ochotných Toryů, kteří nechtěli utrácet anglické peníze pro slávu arcidomu Rakouského. Gallasem zaplacení angličtí špioni tak byli přeplaceni anglickým státním podtajemníkem, lordem St. Johnem Darmouthem, který získal takto klíč k rakouské diplomatické šifře. Záminkou k odvolání Gallase bylo, že do svých depeší přidával nelichotivé zmínky o královně Anně, kterou vinil z alkoholismu a slabé vůle odporovat jejím ministrům. To proti Gallasovi postavilo i královnu a císařský diplomat byl oficiálně vyhoštěn a nahrazen nekonfliktním, leč spíše vojensky založeným a v diplomacii nepříliš schopným hrabětem Lotharem z Königseggu. Ačkoli Gallasova mise skončila jako politický debakl, nebylo to podle mínění historiků jeho osobní chybou. Hlavní příčinou jeho selhání byly změny v anglické vnitřní politice, které Gallas ani vídeňský dvůr nemohli výrazněji ovlivnit. Pro Gallase však jeho působení navíc představovalo Vídní nikdy nevyplacené pohledávky na obrovskou sumu 400 000 zlatých a neúspěšný pokus zavádět na Frýdlantsku od roku 1707 výrobu anglické vlny. 

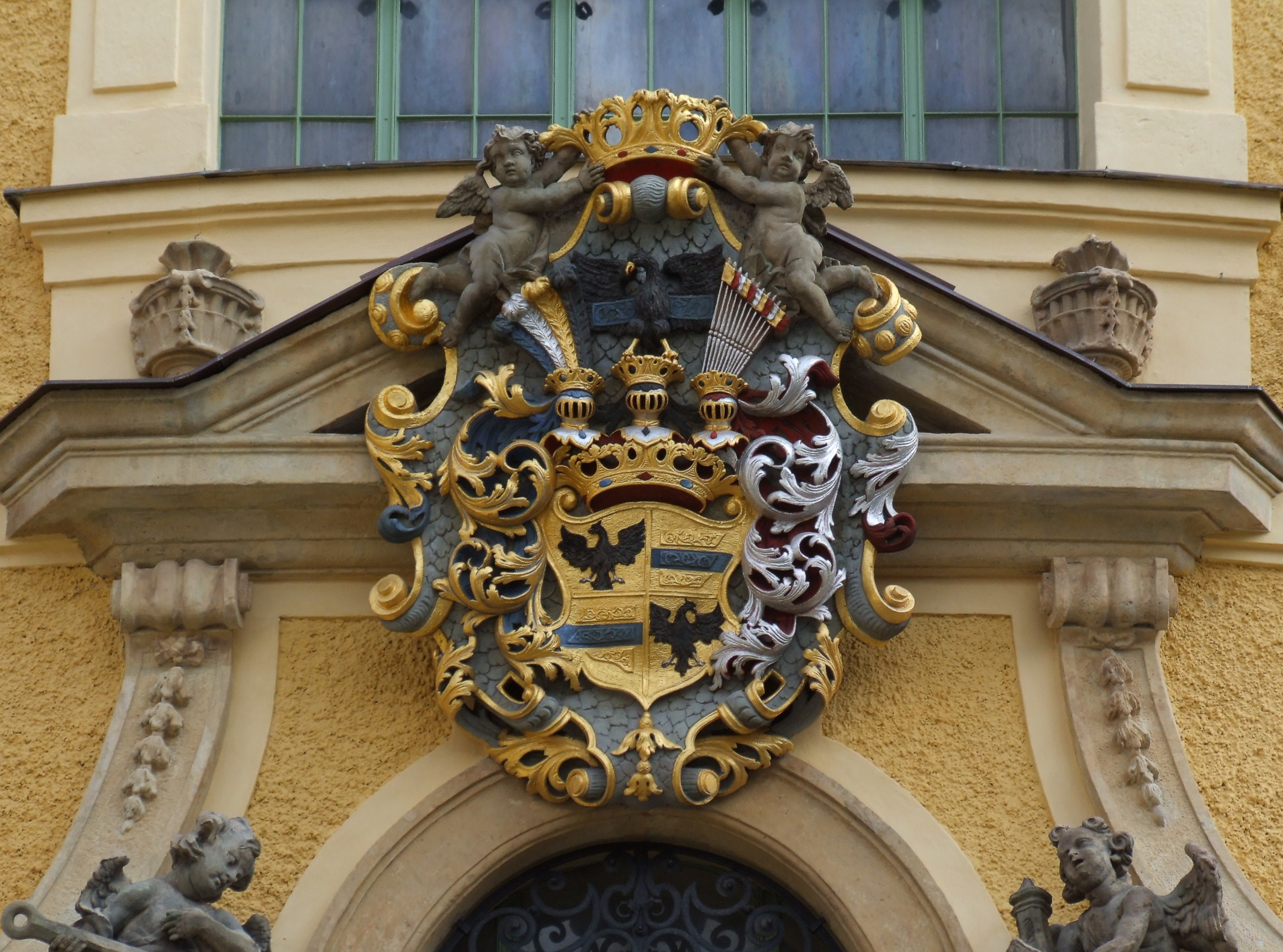
Gallasovský erb - kostel Navštívení Panny Marie v Hejnicích

## Majetkové poměry
Jako hlava rodu byl vlastníkem následujících majetků:

### Panství a statky v Českém království
- Panství Liberec
- Panství Frýdlant
- Panství Grabštejn (zakoupeno 1704)
- Panství Radim-Pečky (faktický majetek matky Jana Václava, prodáno r. 1702)
- Panství Janovice (vyženěno 1716, faktický majetek druhé manželky)
- Panství Šluknov (vyženěno 1716, faktický majetek druhé manželky)
- Statek Nová Ves-Mlýnice (zakoupen 1712)
- Palác v Praze na Starém Městě (dnešní Clam-Gallasův palác)

### Nemovitost v Rakousku
- Palác ve Vídni na Spiegelgasse (pozdější Lobkovický) – vyženěn 1716

### Majetky v Království neapolském
- Vévodství Lucera v Apulii

Jan Václav Gallas se kvůli nezbytným výdajům na reprezentaci velvyslance, které mu většinou nebyly císařskou komorou propláceny, velmi zadlužil, a mnohé dluhy musel dlouho sanovat jeho syn a nástupce. Přesto se mu dařilo své rodové majetky stabilně rozšiřovat. Za 401 500 zlatých koupil panství Grabštejn od Jana Josefa z Trauttmansdorffu a koupil též statek Nová Ves na pomezí panství Grabštejn, Frýdlant a Liberec za 69 000 zl. od Jana Jáchyma, hraběte Pachty z Rájova. Vedle toho získal do své bezprostřední držby také některá zboží svých frýdlantských leníků, jako Habartice a Poustku. Nic z toho by nebylo možné, kdyby nezaměstnával mimořádně schopného vrchního správce všech svých panství, Karla Christiana, rytíře Platze z Ehrenthalu.

## Rodina
Jan Václav byl dvakrát ženat, poprvé se oženil 25. května 1700 ve Vídni s hraběnkou Marií Annou z Ditrichštejna (10. 8. 1681 Vídeň – 16. 2. 1704 Praha), dcerou vlivného hraběte Filipa Zikmunda z Ditrichštejna (1651–1716), nejvyššího císařského štolby. Z manželství se narodil jediný syn:
- 1. Filip Josef (24. 8. 1703 Praha – 21. 5. 1757 České Budějovice), hrabě Gallas, vévoda z Lucery, nejvyšší dvorský sudí Českého království 1734–1747, nejvyšší zemský hofmistr Českého království 1747–1757
  - ⚭ (1726) Marie Anna Colonnová z Felsu (26. 7. 1702 Strzelce Opolskie – 6. 4. 1759 Praha)

Když roku 1757 Filip Josef zemřel, nezanechal žádné potomky a jeho majetek proto přešel na jeho manželku Marii Annu s tím, že po její smrti (zesnula roku 1759) přejde majetek, erb i jméno na syny její sestry Aloisie z Clamu, jimiž byli Kristián Filip Clam a jeho bratr Karel Leopold. K podmínkám však navíc také patřilo, že oba bratři a všichni jejich potomci si ke svému jménu připojí i jméno Gallas, k čemuž skutečně došlo spojením obou rodů Marií Terezií v roce 1768.
Podruhé se Jan Václav oženil 26. října 1716 ve Vídni s hraběnkou Marií Ernestinou z Ditrichštejna (13. 7. 1688 Vídeň – 30. 1. 1745 Vídeň), sestrou své zemřelé první ženy. Z manželství vzešly dvě děti:
- 2. Marie Alžběta (18. 1. 1718 Řím – 8. 1. 1738)
  - ⚭ (1733) Ferdinand Bonaventura Antonín, hrabě z Harrachu na Rohrau a Thannhausenu (11. 4. 1708 – 28. 1. 1778), manželství bezdětné
- 3. František Karel (13. 5. 1719 Řím – 26. 11. 1719 Řím)

Ovdovělá Marie Ernestina se v roce 1721 znovu provdala a to za Aloise Thomase Raimunda Harracha (1669–1742), otce svého budoucího zetě a rovněž neapolského místokrále, po její svatbě přešla panství Janovice na severní Moravě a Šluknov v severních Čechách do držby Harrachů.